# Ricardo Kip
Ricardo Kip (Rijswijk, 15 maart 1992) is een Nederlands-Italiaans voetballer die doorgaans als middenvelder speelt.

## Clubcarrière
Kip begon zijn met voetballen bij FC Zoetermeer, waarna hij in 2003 werd opgenomen in de jeugdopleiding van Ajax. Hier tekende hij op zijn achttiende een contract tot medio 2012, maar bleef een doorbraak uit.
Kip verruilde Ajax in 2012 voor Almere City. Hiervoor debuteerde hij 10 augustus 2012 in het betaald voetbal, tijdens een wedstrijd in de Eerste divisie thuis tegen Go Ahead Eagles (0-2 verlies). Hij speelde dat jaar zeventien wedstrijden in de competitie en één  in het toernooi om de KNVB beker. Hij eindigde het seizoen met Almere City op de dertiende plaats. Kip groeide uit tot basisspeler en speelde in vier seizoenen meer dan honderd competitiewedstrijden voor de club. Hij plaatste zich met Almere City voor zowel de play-offs 2015 als de play-offs 2016, waarin achtereenvolgens De Graafschap en Willem II een einde maakten aan de hoop op promotie naar de Eredivisie.
Kip liep aan het eind van het seizoen 2015/16 uit zijn contract bij Almere City. Hij verhuisde in juli 2016 transfervrij naar Fleetwood Town, op dat moment actief in de League One. Daarin kwam hij tot één invalbeurt en vervolgens werd Kip tot medio 2018 verhuurd aan SC Cambuur. Hierna liep zijn contract bij Fleetwood Town af en keerde hij terug bij Almere City. In september 2020 ging Kip naar het Griekse Doxa Drama in de Super League 2. Vanaf het seizoen 2021-2022 speelt Kip op amateurbasis voor FC Den Bosch. Daar vertrok hij echter al weer op 8 oktober, omdat die club hem niet meer kon bieden dan een amateurcontract. Vanaf 1 juli 2022 krijgt hij een contract bij het Roemeens Otelul Galati, waar trainer Dorinel Munteanu hem een kans geeft om eindelijk door te breken als grote voetballer.